# Whittaker Chambers

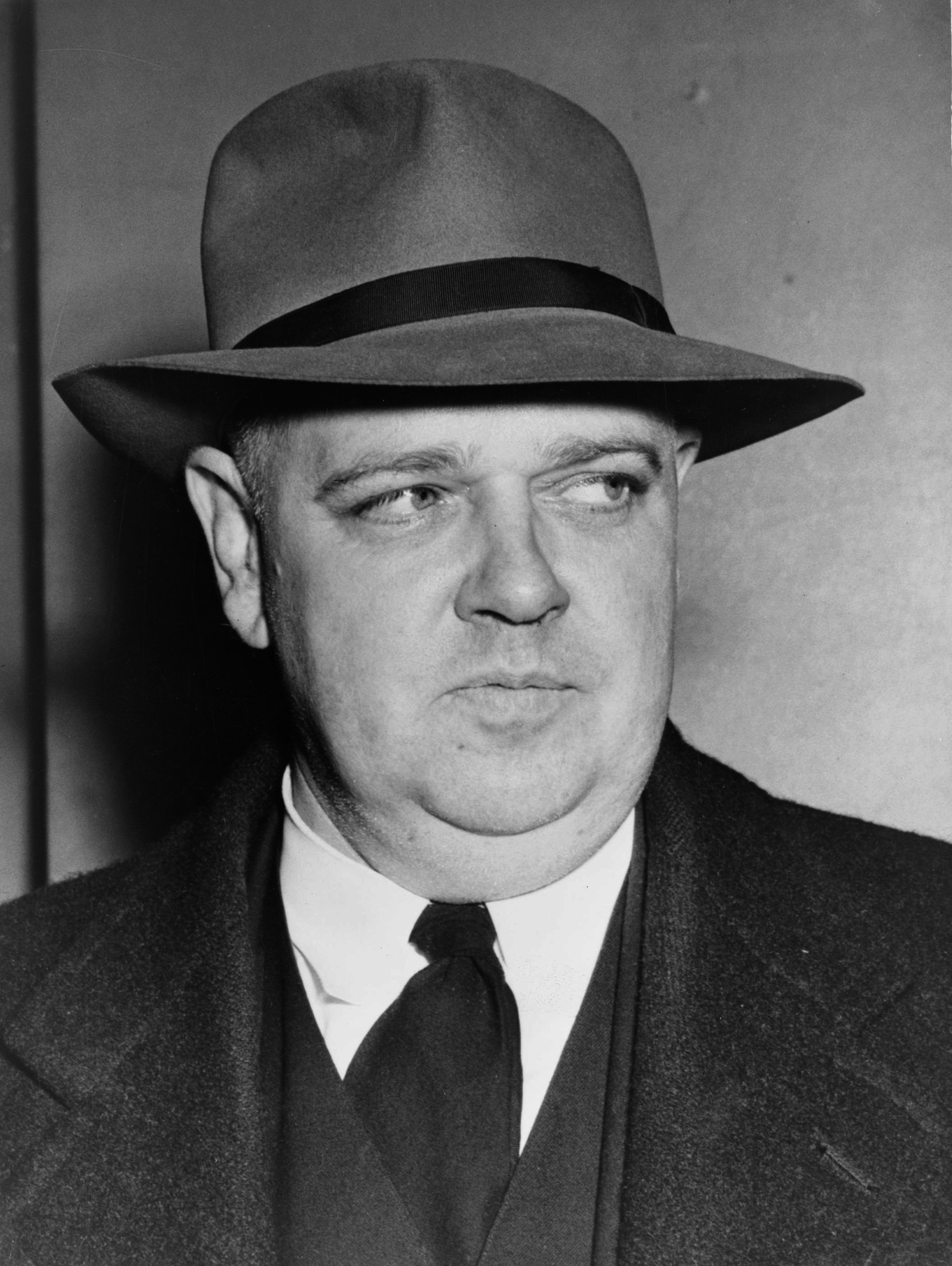
Whittaker Chambers

Whittaker Chambers (ur. 1 kwietnia 1901 w Filadelfii, zm. 9 lipca 1961 w Westminster) – amerykański pisarz, członek Komunistycznej Partii Stanów Zjednoczonych, później radykalny antykomunista. Znany przede wszystkim ze swoich zeznań obciążających Algera Hissa i Harry’ego Dextera White’a – szpiegów GRU i INO NKWD w administracji Franklina Delano Roosevelta.

## Życiorys
Pochodził z niezamożnej, rozbitej rodziny (ojciec uciekł do kochanka). Studiował na Uniwersytecie Columbia, na studiach był uważany za dobrze rokującego pisarza i poetę. Wstąpił do KPUSA w 1925 roku. Pisał również do jej organów prasowych: „The New Masses” i „The Daily Worker”.
Po kilku latach został agentem GRU. W 1930 r. ożenił się z lewicową artystką Esther Shemitz. Kiedy żona zaszła w ciążę, partia zażądała aborcji, by dziecko nie przeszkadzało w pracy partyjnej. Wówczas zwątpił w komunizm i zaczął ograniczać swoje zaangażowanie w działalność konspiracyjną, a w 1938 wystąpił z partii i przyznał się FBI do szpiegowania na rzecz ZSRR. Po tych wydarzeniach rozpoczął w 1939 r. pracę dla „Time Magazine”, a cztery lata później awansował do kierownictwa redakcji. W tym czasie pisał artykuły mocno antykomunistyczne, m.in. ostro skrytykował ustalenia konferencji jałtańskiej.
W sierpniu 1948 r. stawił się przed komisją senacką badającą działalność antyamerykańską i zeznał, że Alger Hiss był sowieckim szpiegiem. Przeprowadzone na podstawie zeznań Chambersa śledztwo federalne doprowadziło do oskarżenia Hissa o szpiegostwo na rzecz ZSRR. Proces w 1949 uwolnił Hissa od zarzutu szpiegostwa. Proces w 1950, po ujawnieniu przechowywanej przez Chambersa korespondencji Hissa, doprowadził do wyroku 5 lat więzienia dla agenta Alesa za krzywoprzysięstwo, którego dopuścił się zeznając pod przysięgą w procesie o szpiegostwo, że nie był agentem ZSRR (Hiss nie mógł być zgodnie z prawem ponownie sądzony i skazany za szpiegostwo).